# Dolní Suchá (Havířov)
Dolní Suchá (früher auch Jáma Suchá, deutsch Nieder Suchau polnisch Sucha Dolna) ist ein Stadtteil von Havířov in Tschechien. Er liegt am Bach Sušanka, westlich und stromabwärts von den Schwestersiedlungen Prostřední Suchá und Horní Suchá.

## Geschichte
Im Liber fundationis episcopatus Vratislaviensis (Zehntregister des Bistums Breslau) wurde item in Sucha utraque erwähnt. Das lateinische utraque bedeutet beide, also gab es schon zwei Dörfer, dh. Nieder- (im Westen) und Ober- (im Osten) Suchau, das dritte Mittel-Suchau wurde erst im 18. Jahrhundert deutlich ausgegliedert. Der Ortsname Sucha ist topographischer Herkunft, vom gleichnamigen Bach (das Adjektiv suchy – trocken, im Sinne [saisonal] ausdörrender [Bach]) abgeleitet. Im Jahr 1447 wurden sie einmalig deutsch als beyde Durche benannt. Im gleichen Jahr wurde die römisch-katholische Pfarrei Sucha erstmals erwähnt, die um 90 Seelen umfasste. Der Standort der Kirche wurde zunächst als in Nieder-Suchau (z. B. Capella in Sucha-Inferiori im Bericht der bischöflichen Visitation nach der Reformation) verortet, später abwechselnd mit Mittel-Suchau.
Seit 1327 bestand das Herzogtum Teschen als Lehensherrschaft des Königreichs Böhmen, seit 1526 gehörte es zur Habsburgermonarchie. Das private Dorf war im Besitz von verschiedenen Besitzern, z. B. ab 1690 kaufte es Kaspar von Pelchrzim, ab 1833 gehörte der Familie Mattencloit, westfälischer Herkunft.
In der Beschreibung Teschener Schlesiens von Reginald Kneifl im Jahr 1804 war Suchau (Nieder) ein dem teschner Bürger herrn Thomas Kasparek gehöriges Gut und Dorf an dem Wasser von Zywotitz im Teschner Kreis. Das Dorf hatte 58 Häuser mit 447 Einwohnern schlesisch-polnischer Mundart.
Thomas Kasparek begründete im Jahr 1788 auch den Weiler Kasparkowitz im Norden des Dorfs, um 1800 eine Gemeinde mit 32 Häusern.
Nach dem Breslauer bischöflichen Schematismus 1847 gab es 621 Dorfbewohner (325 Römisch-Katholiken, 291 Lutheraner, 5 [jiddischsprachige] Juden) polnischer Sprache, plus 137 in Kasparkowitz (130 Katholiken, 34 Protestanten). Nach der Aufhebung der Patrimonialherrschaften bildete Nieder-Suchau ab 1850 eine Gemeinde in Österreichisch-Schlesien, Bezirk Teschen und ab 1868 im Bezirk Freistadt. Derweil nahm die ethnographische Gruppe der schlesischen Lachen (Untergruppe der Schlesier) deutliche Gestalt an, wohnhaft in Nieder-Suchau, traditionell Teschener Mundarten sprechend. Nach der Eröffnung der Montan-Bahn (1870) und der Kaschau-Oderberger Bahn (1871), sowie dem Gründerkrach aus den 1870er Jahren kam dazu in die Gegend eine große Welle von Einwanderern aus Westgalizien, in geringeren Maße aus Mähren, in Nieder-Suchau besonders nach der Eröffnung des großen Kaiser Franz Joseph Schacht (heute Důl Dukla) im Jahr 1907. Nieder-Suchau lag außerdem in der Nähe der sprachlichen Grenze zu der mährischen Lachischen Sprache (auf der ethnographischen Karte der Österreichischen Monarchie von Karl von Czoernig-Czernhausen aus dem Jahr 1855 lag es an der polnischen Seite der sprachlichen Grenze entlang der Luczina) und im Grenzbereich der Wechselwirkungen der tschechischen und polnischen Nationalbewegungen. Dies spiegelte sich z. B. in den österreichischen Volkszählungen in den Jahren 1880 bis 1910, wo viele national unentschiedene Bewohner ihre Umgangssprache abwechselnd jedes Jahrzehnt als Polnisch oder Böhmisch (=Tschechisch) deklarierten: zunächst war Nieder-Suchau im Gegensatz zu den Schwestersiedlungen Mittel-Suchau und Ober-Suchau überwiegend tschechischsprachig im Jahr 1880 (94,3 %) gegen nur 2,9 % Polnischsprachigen, aber in den Jahrzehnten änderte sich das schrittweise 55,9 % gegen 44,1 % in 1890, 42,6 % gegen 56,7 % in 1900 und 38,1 % gegen 58,9 % in 1910. Im frühen 20. Jahrhundert entflammte allen Ernstes ein nationaler Konflikt zwischen Polen und Tschechen, dessen Kulmination der Polnisch-Tschechoslowakische Grenzkrieg im Jahr 1919 war.

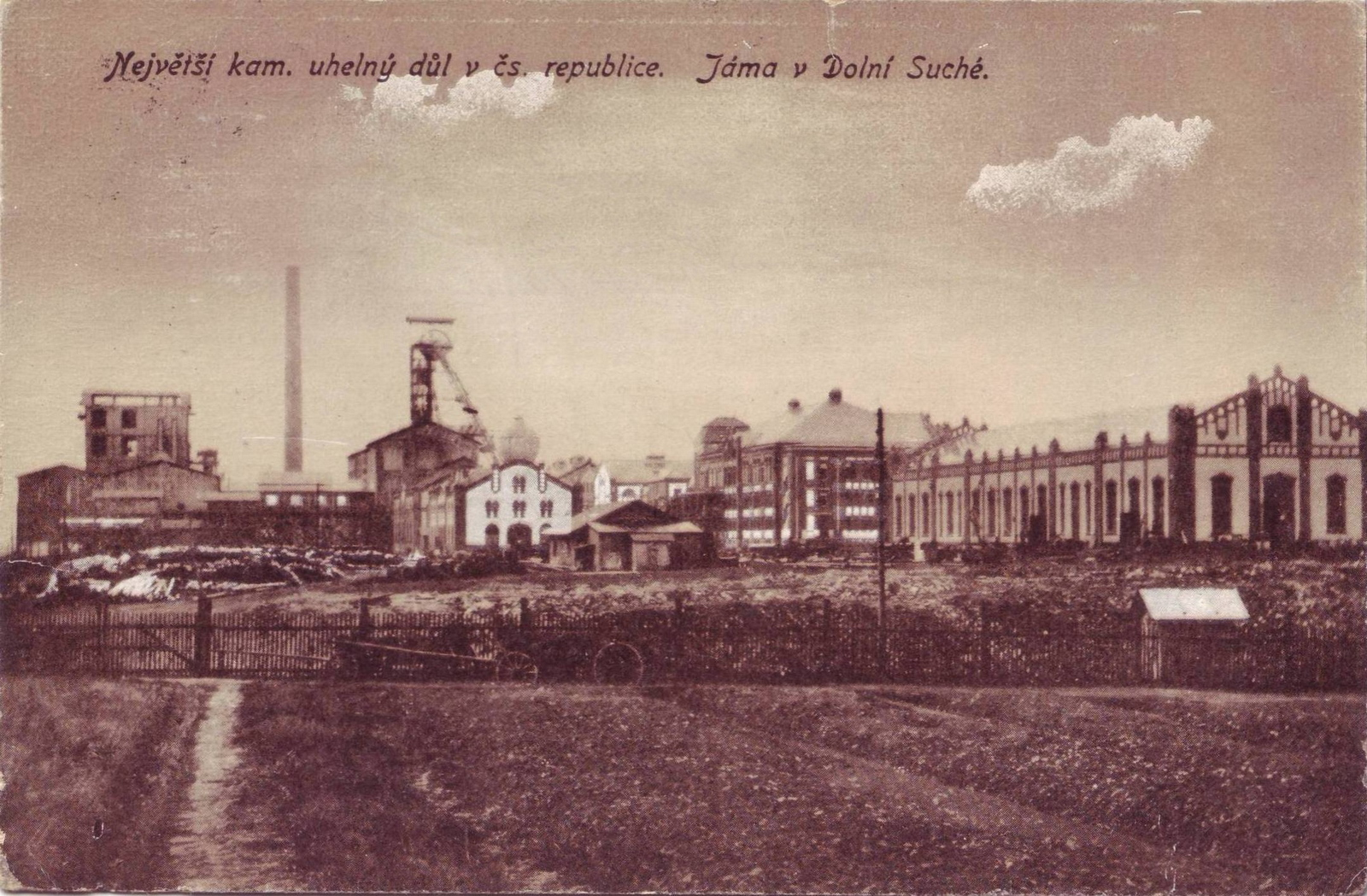
Zeche Jáma im Jahr 1924, die größte Zeche in der tschechischen Republik

1918, nach dem Zusammenbruch der k.u.k. Monarchie, wurde das Gebiet von Teschen strittig. Am 5. November teilte der Vergleich zwischen polnischen und tschechischen Nationalräten das Gebiet meistens entlang der ethnischen Trennlinien, aber in der Wirklichkeit gemäß der nationalen Verhältnisse in den Gemeindeverwaltungen. Deswegen fielen Nieder-Suchau und Mittel-Suchau schon damals in tschechisches Staatsgebiet, im Gegensatz zur stark polnischen Ober-Suchau, trotz der Mehrheit polnischsprachiger bzw. polnischer Herkunft. In der Zwischenkriegszeit wurde es auf Jáma Suchá umbenannt. 1938 wurde es als Sucha Dolna an Polen angeschlossen. Im Jahr darauf, nach der Besetzung Polens kam es zum Deutschen Reich (Landkreis Teschen).
1950 wurden Nieder- und Mittel-Suchau miteinander eingemeindet. 1960 wurde es nach die neue sozialistisch-realistische Arbeiterstadt Havířov eingemeindet. Die Zeche Dukla wurde nach dem Jahr 2006 stillgelegt.

### Einwohnerentwicklung
| Jahr      | 1869 | 1880 | 1890 | 1900 | 1910 | 1921 | 1930 | 1950 | 1961 | 1970 | 1980 | 1991 | 2001 |
| --------- | ---- | ---- | ---- | ---- | ---- | ---- | ---- | ---- | ---- | ---- | ---- | ---- | ---- |
| Einwohner | 777  | 944  | 1117 | 1451 | 2237 | 2603 | 2703 | 3121 | 2776 | 1264 | 824  | 668  | 635  |

1. ↑  Darunter: 883 (94,3 %) tschechischsprachig, 27 (2,9 %) polnischsprachig, 26 (2,8 %) deutschsprachig;
2. ↑  Darunter: 617 (55,9 %) tschechischsprachig, 486 (44,1 %) polnischsprachig;
3. ↑  Darunter: 811 (56,7 %) polnischsprachig, 610 (42,6 %) tschechischsprachig, 10 (0,7 %) deutschsprachig;
4. ↑  Darunter: 1295 (58,9 %) polnischsprachig, 837 (38,1 %) tschechischsprachig, 57 (2,6 %) deutschsprachig, 1344 (60,1 %) römisch-katholisch, 862 (38,6 %) evangelisch, 21 (0,1 %) israelitisch;